# Jamno

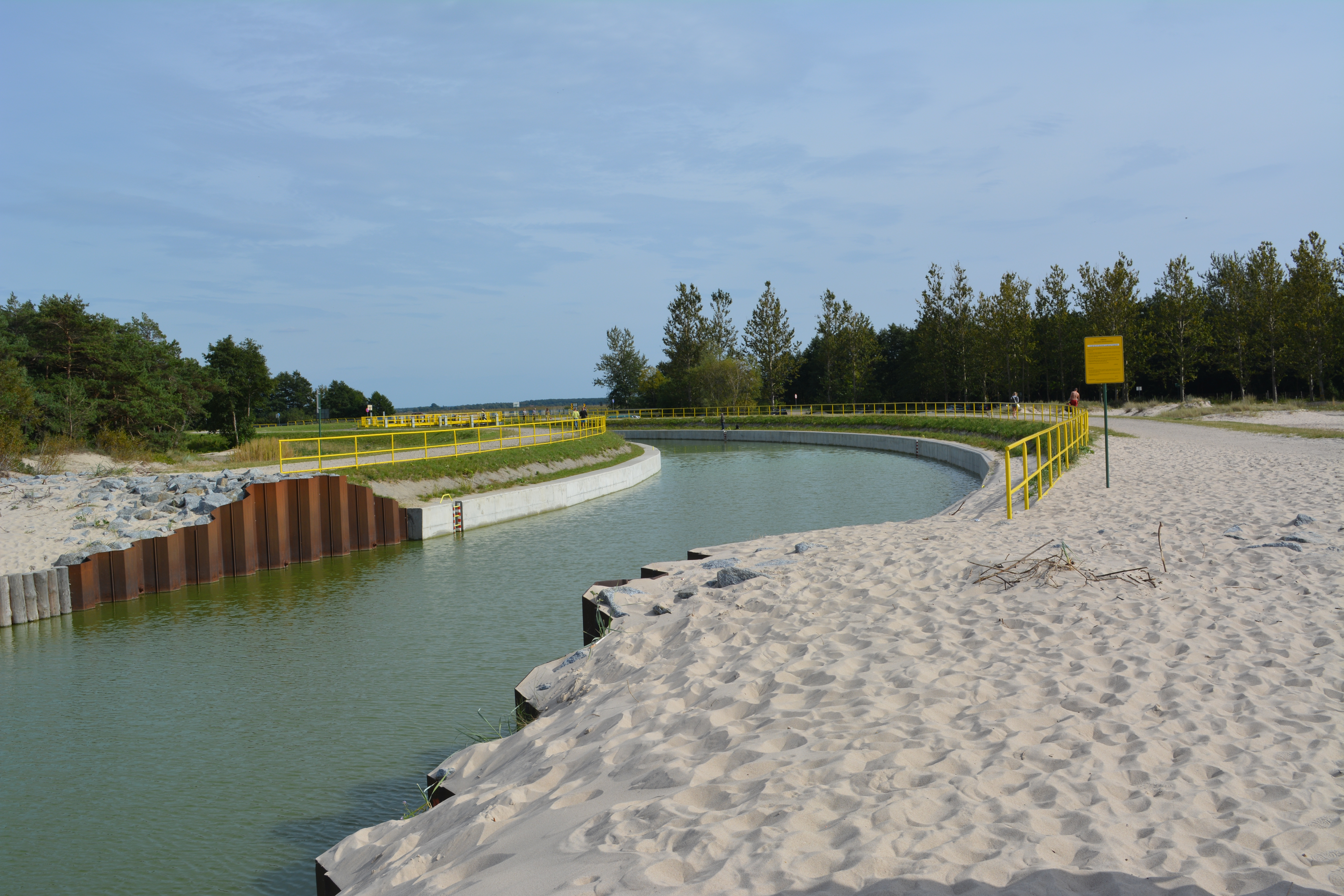
Kanal zur Ostsee

Jamno ist der polnische Name des Jamunder Sees, eines lagunenartigen Sees in der polnischen Woiwodschaft Westpommern, den eine Nehrung von der Ostsee trennt. Es handelt sich um die ehemalige Jamunder Bucht, die erst später versandete und zum Binnensee wurde. Am südlichen Ende des Sees befand sich vom 14. bis zum 16. Jahrhundert der Hafen der Hansestadt Köslin.

## Geographische Lage
Der Jamunder See liegt in Hinterpommern, etwa acht Kilometer nördlich von Köslin (Koszalin) im Nordosten des Powiat Koszaliński (Landkreis Köslin). Südlich des Sees liegt das gleichnamige Dorf Jamno (Jamund).

## Beschreibung
Der Jamunder See misst 22,4 km² und hat eine Tiefe von bis zu 3,90 Meter, sein Wasserstand liegt bei 0,1 Meter über Normalnull. Wasser erhält der See von diversen kleinen Bächen, die aus dem pommerschen Hinterland kommend in den See münden, unter ihnen der Nestbach (Unieść) und der aus Richtung Köslin zufließende Kösliner Mühlenbach (Dzierżecinka), der vom Lüptower See (Jezioro Lubiatowskie) kommt und durch Köslin fließt.
Eine etwa zehn Kilometer lange und 500 bis 750 Meter breite Nehrung schließt den See von der Ostsee ab, mit der er durch einen circa 600 Meter langen Kanal verbunden ist. Auf der Nehrung liegen die Orte Mielno (Groß Möllen), Unieście (Nest), Czajcze (Deep) und Łazy (Laase).
Hauptbadeort am See ist Mielno (Groß Möllen) am westlichen Ufer.

## Geschichte
1313 wurde der See „Stagnum Jamundense“ genannt, 1353 hieß er „Stagnum dictum Wusseken“, nach dem Bauern- und Kirchdorf Wussecken (heute polnisch: Osieki) am Ostufer. Durch das damals weitere Tief in der Nehrung fuhren Schiffe in den See, der so ein natürlicher Hafen der Stadt Köslin wurde. Der südlich anschließende Gollenberg (Góra Chełmska) war mit seinen 137 Metern Höhe das Seezeichen für den Hafen. Im 17. Jahrhundert versandete das Tief und schloss den See vom Meer ab.